# Blepephaeus itzingeri
Blepephaeus itzingeri är en skalbaggsart som beskrevs av Stefan von Breuning 1935. Blepephaeus itzingeri ingår i släktet Blepephaeus och familjen långhorningar.
Artens utbredningsområde är:
- Laos.
- Burma.

Inga underarter finns listade.